# Lynda Boyd
Lynda Boyd (28 de enero de 1965 en Vancouver, Columbia Británica) es una actriz y guionista canadiense.

## Carrera

### Cine y TV
Es conocida internacionalmente por sus interpretaciones en películas como Destino final 2, An Unfinished Life, On Thin Ice y She's the Man (2003, 2005 y 2006 respectivamente), en esta última compartió cartel con Diane Keaton.
Como actriz secundaria ha aparecido en I Spy en 2002, About A Girl (2007-08), The Fast and the Furious: Tokyo Drift (2006) e Intern Academy. También cabe destacar su faceta como dobladora, en especial el anime donde pone la voz en inglés a Tamazusa en Ranma ½ y Aliza y Miss Ayumi en Proyecto A-Ko. En cuanto a series animadas estadounidenses, participó en Littlest Pet Shop.
Desde 1998 a 2001 participó en la serie televisiva You, Me, And the Kids en los cuales, en tres aparece acreditada como guionista. En 2008 y 2009 tuvo un rol recurrente como antagonista en Sanctuary.

### Teatro musical
Aparte del cine y la televisión, también ha actuado en teatros en varios musicales, entre los que destaca The Rocky Horror Show, Guys and Dolls y Little Shop of Horrors

## Premios y nominaciones
Boyd fue nominada a un Premio Gemini por las series de ABC: Falcon Beach y Republic of Doyle, en esta última como "Mejor Actriz Principal".

## Miscelánea
El 3 de agosto de 2011 se inscribió en la carrera de regatas Royal St. John para promocionar la serie Republic of Doyle, en la cual finalizó en segundo lugar. En declaraciones, comentó que estuvo entrenando en Vancouver con un equipo de la zona.